# Ephemeriden-Texte (Babylonien)

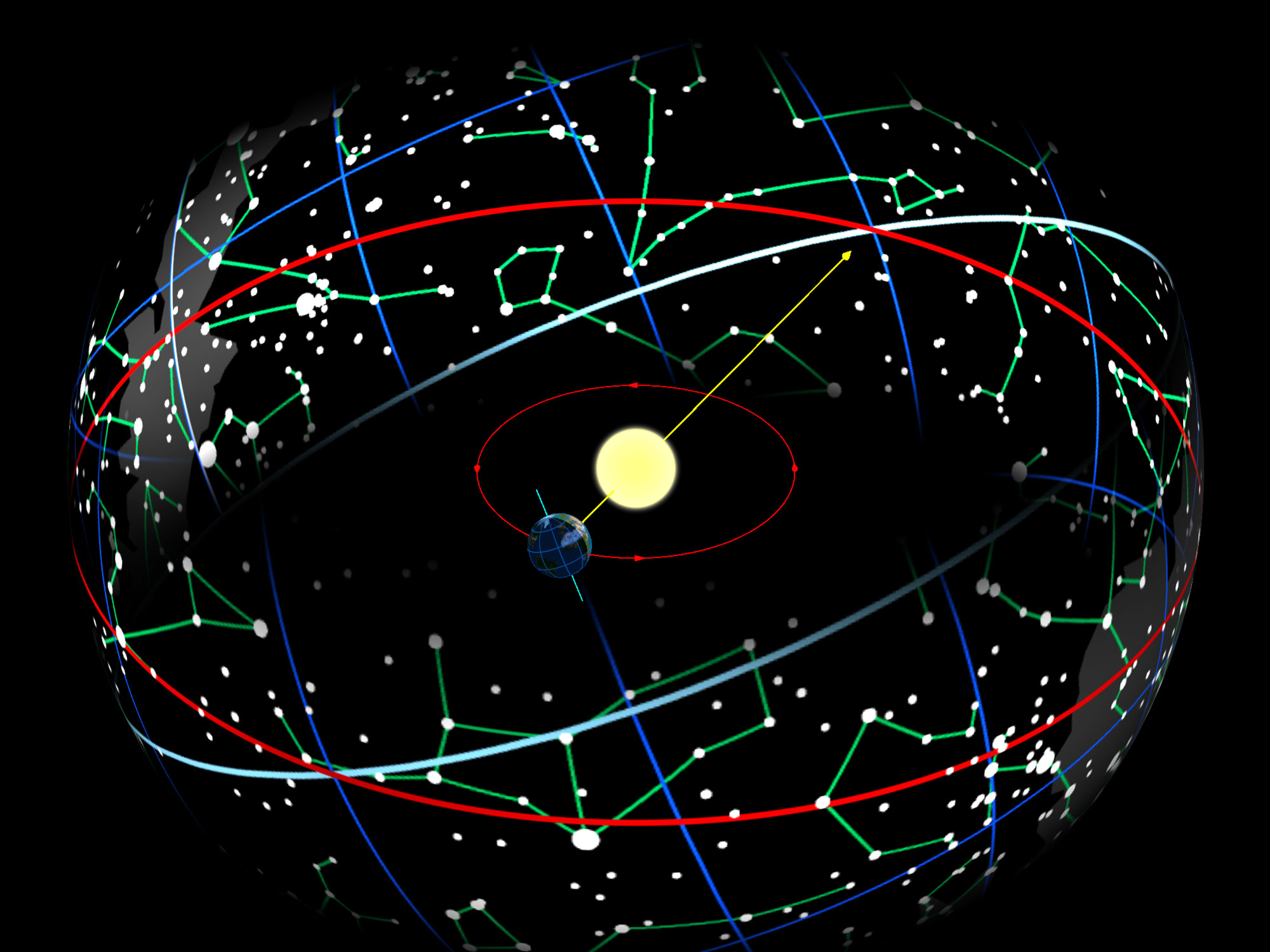
Projektion der Erdbahn (Ekliptik) auf die Sternbilder des Tierkreises

Mit dem Begriff Ephemeriden-Texte (auch Astronomical Cuneiform Texts, ACT) werden babylonisch-mathematische Aufzeichnungen von Zahlenkolonnen bezeichnet, die in Logogrammen astronomische Zuordnungen von Sternen, Planeten oder Sternbildern beinhalten. 

## Entdeckung
Der Assyriologe Johann Strassmaier sowie die Astronomen Josef Epping und Franz-Xaver Kugler begannen zuerst mit der Übersetzung der etwa 300 erhaltenen babylonisch-astronomischen Keilschrifttexte. Die damaligen herausragenden Forschungsleistungen wurden unter anderem von Otto Neugebauer fortgeführt. 1955 erschien das dreibändige Standardwerk Astronomical cuneiform Texts - Babylonian ephemerides of the Seleucid period for the motion of the sun, the moon, and the planets, das bis heute noch immer die Grundlage der babylonischen Astronomiegeschichte bildet.

## Inhalt der Texte

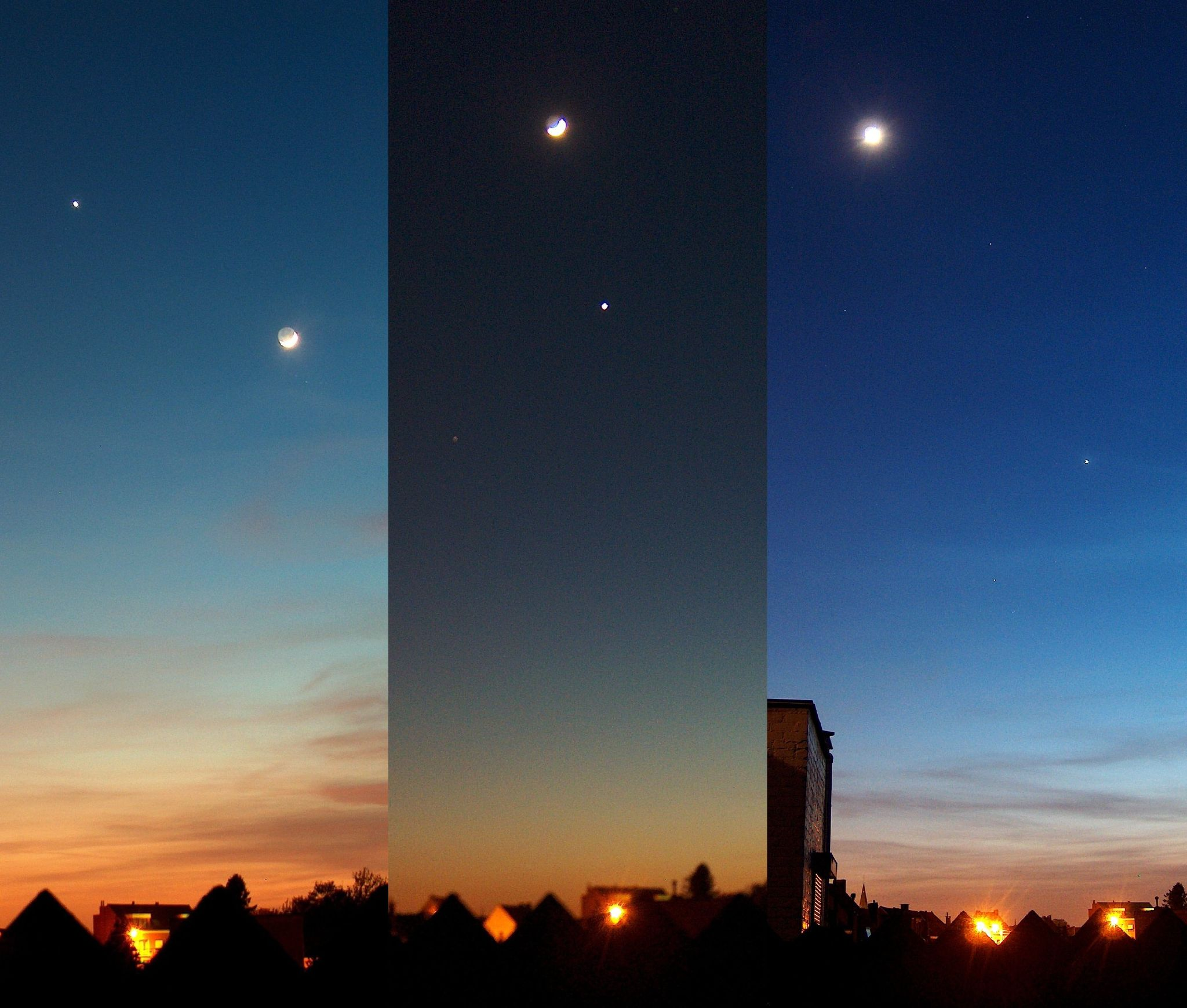
Drei aufeinanderfolgende Tage der Konjunktion zwischen Mond und Venus.

Die Berechnungen der Zahlenkolonnen und der astronomischen Verknüpfungen bezogen sich auf folgende Themengebiete:
- Zeitpunkt, zu dem der Mond in Konjunktion oder Opposition zur Sonne steht und welche Position jeweils in der Ekliptik eingenommen wird. Zusätzliche Aufzeichnung der momentanen Geschwindigkeit des Mondes.
- Datum, Zeitpunkte und Größe von Mondfinsternissen.
- Zyklen der Sonnenauf- und Untergänge sowie die Zyklen der Mondauf- und Untergänge zum Zeitpunkt der Konjunktionen und Oppositionen.
- Östliche heliakische Aufgänge der Planeten und Sternbilder sowie die damit verbundenen Positionen in der Ekliptik.